# Kleofas Ławrynowicz
Kleofas Ławrynowicz (ur. w 1935 w Hoduciszkach) – działacz polonijny w Federacji Rosyjskiej, przewodniczący Wspólnoty Kultury Polskiej w Królewcu (1995–2001).

## Życiorys
Urodził się i wychował na Wileńszczyźnie. Ojciec, przed 1939 nauczyciel i dyrektor szkoły im. Marii z Billewiczów Piłsudskiej, został w 1942 zamordowany przez partyzantów litewskich współpracujących z Niemcami.
W 1950 znalazł się wraz z rodziną na terenie obwodu królewieckiego. Szkołę średnią ukończył w Znamiensku, później studiował w Oficerskiej Szkole Wojsk Inżynieryjnych w Królewcu. Zaciągnął się do Armii Czerwonej i przez 30 lat służył w wojsku na terenie obwodu. Ukończył Moskiewską Akademię Wojsk Inżynieryjnych. Po przejściu na emeeryturę podjął pracę w Królewieckim Instytucie Wojsk Ochrony Pogranicza, gdzie wykłada geometrię wykreślną.
Po 1990 zakładał organizację polonijną na terenie północnych Prus Wschodnich – Wspólnotę Kultury Polskiej, której przewodniczącym był przez trzy kadencje w latach 1995–2001. Jako prezes WKP reprezentował królewieckich Polaków na forum ogólnokrajowym (m.in. pięciokrotnie na Kongresie Polaków w Moskwie) i poza granicami Rosji. Za swą działalność został odznaczony Złotym Krzyżem Zasługi przez Aleksandra Kwaśniewskiego.
Należał do inicjatorów powstania Głosu znad Pregoły. Jego brat Kazimierz był również działaczem polonijnym, profesorem Uniwersytetu w Królewcu i redaktorem naczelnym pisma „Głos znad Pregoły”.